# Helena Palaiologina av Morea
Helena Palaiologina, född 1431, död 1473, var en despotinna av Serbien 1456-1458 som gift med despot Lazar Branković av Serbien.  Hon hade en stark maktposition i despotatet Serbien 1458-1459. 
Hon föddes i despotatet Morea som dotter till Thomas Palaiologos och Katarina Zaccaria av Achaia. 
När hennes make avled 1458, tog magnaten Mihailo Anđelović först kontroll över despotatet Serbien som interrimsregent. Helena slöt allians med sin makes invalidiserade bror Stefan Branković, som lyckades tillträda tronen med hennes stöd. I april 1459 slöt hon allians med kung Stefan Tomašević av Bosnien genom äktenskap med hennes dotter, och säkrade därmed att despotatet kunde ärvas av hennes svärson. 
I juni 1459 erövrades despotatet av Osmanska riket, och Helena flydde till Dubrovnik. Samtidigt erövrades också hennes hemland Morea av osmanerna. Hon vistades därefter med sin mor och syskon på venetianska Korfu innan hon blev nunna på Leukas. 